# 新圩镇 (北流市)
新圩镇，是中华人民共和国广西壮族自治区玉林市北流市下辖的一个乡镇级行政单位。

## 行政区划
新圩镇下辖以下地区：
新圩圩社区、新圩村、梧村、沙塘村、旺山村、南胜村、下坡村、陶山村、平安山村、白鸠江村、宋村、河村、覃冲村、六旺村和新圩园艺场生活区。

## 中国传统村落
2013年8月，新圩村(第五组)被评为第二批中国传统村落。